# Oruza doto
Oruza doto är en fjärilsart som beskrevs av William Schaus 1914. Oruza doto ingår i släktet Oruza och familjen nattflyn. Inga underarter finns listade i Catalogue of Life.